# Ryga (typografia)
Ryga – rodzaj justunku długiego (od 2 do 6 i więcej kwadratów) o grubości od 6 do 16 punktów typograficznych, stosowany do wypełniania odstępów między wierszami oraz oddzielania łamów składu zecerskiego, najczęściej w składzie gazet.